# 超級華人風雲大賞
《超級華人風雲大賞》為2018年起三立電視製播的除夕特別節目，於當天晚間八點至十二點聯合同步播出。2019年起部分年度與中國電視公司聯合製作播出。
| 2025年3月15日 03:45:31（UTC+8）– |

## 歷年節目
- 2018超級華人風雲大賞
- 2019超級華人風雲大賞
- 2020超級華人風雲大賞
- 2021超級華人風雲大賞
- 2022超級華人風雲大賞
- 2023超級華人風雲大賞[1]
- 2024超級華人風雲大賞

## 播出頻道
- 臺灣：三立台灣台、三立都會台（開播至今）
- 臺灣：中視主頻（2019、2020、2023、2024）
- 马来西亚: Astro欢喜台 （每年与台湾同步播出）

## 關聯項目
- 三立電視公司
- 民視第一發發發
- 超級巨星紅白藝能大賞
- 中央廣播電視總台春節聯歡晚會